# Litija (plaats)
Litija is een plaats in Slovenië en maakt deel uit van de gelijknamige gemeente in de NUTS-3-regio Osrednjeslovenska. De plaats telde 6.688 inwoners op 1 januari 2023.